# Курінний Сергій Георгійович
Сергій Георгійович Курінний (17 червня 1964, Дубно, Рівненська область, УРСР — 17 грудня 2022) — український письменник-прозаїк. Член Національної спілки письменників України (2012). Лауреат Літературної премії Світочів (2012).

## Біографія
Сергій Курінний народився 17 червня 1964 року у місті Дубно Рівненської області. Освіту здобув в Українському інституті інженерів водного господарства та природокористування, який закінчив 1986 року. Трудову діяльність розпочав на Дубенському ливарно-механічному заводі. З 1998 року працював у сфері позашкільної освіти керівником технічних творчих об'єднань при Дубенській станції юних техніків.
Дебютував у рівненському літературно-краєзнавчому журналі «Погорина». У 2012 році переміг обласний конкурс «Краща книга Рівненщини» у номінації «Краще прозове видання» з романом «Вогонь і попіл». Того ж року прийнятий до Національної спілки письменників України.
Помер 17 грудня 2022 року.

## Творчість
Автор історичних пригодницьких романів, у яких описує події українського національно-визвольного руху проти Речі Посполитої в XVII столітті.
Романи:
- Вогонь і попіл. — Рівне, 2008
- На перехрестях доль. — Рівне, 2009.
- Схизмати. — Рівне, 2012.